# Vaughn (Waszyngton)
Vaughn – jednostka osadnicza w Stanach Zjednoczonych, w stanie Waszyngton, w hrabstwie Pierce.